# Fechtweltmeisterschaften 2005
Die 53. Fechtweltmeisterschaften fanden 2005 in der Arena Leipzig statt. Es wurden zwölf Wettbewerbe ausgetragen, sechs für Herren und sechs für Damen.

## Herren

### Florett, Einzel
| Platz | Land | Sportler           |
| ----- | ---- | ------------------ |
| 1     | ITA  | Salvatore Sanzo    |
| 2     | CHN  | Zhang Liangliang   |
| 3     | RUS  | Andrei Dejew       |
|       | FRA  | Nicolas Beaudan    |
| 5     | FRA  | Erwann Le Péchoux  |
| 6     | ITA  | Andrea Baldini     |
| 7     | RUS  | Alexander Stukalin |
| 8     | UZB  | Ruslan Kudayev     |

### Florett, Mannschaft
| Platz | Land | Sportler                                                       |
| ----- | ---- | -------------------------------------------------------------- |
| 1     | FRA  | Erwann Le Péchoux, Brice Guyart Victor Sintès, Nicolas Beaudan |
| 2     | ITA  | Andrea Baldini, Andrea Cassarà Salvatore Sanzo, Simone Vanni   |
| 3     | GER  | Dominik Behr, Ralf Bißdorf Peter Joppich, Benjamin Kleibrink   |

### Degen, Einzel
| Platz | Land | Sportler        |
| ----- | ---- | --------------- |
| 1     | RUS  | Pawel Kolobkow  |
| 2     | FRA  | Fabrice Jeannet |
| 3     | NED  | Bas Verwijlen   |
|       | NOR  | Claus Mørch     |
| 5     | FRA  | Jérôme Jeannet  |
| 6     | SUI  | Marcel Fischer  |
| 7     | HUN  | Iván Kovács     |
| 8     | BLR  | Andrei Murashka |

### Degen, Mannschaft
| Platz | Land | Sportler                                                              |
| ----- | ---- | --------------------------------------------------------------------- |
| 1     | FRA  | Fabrice Jeannet, Jérôme Jeannet Éric Boisse, Ulrich Robeiri           |
| 2     | GER  | Jörg Fiedler, Sven Schmid Martin Schmitt, Daniel Strigel              |
| 3     | UKR  | Dmytro Tschumak, Dmytro Karjutschenko Maksym Chworost, Vitaly Osharov |

### Säbel, Einzel
| Platz | Land | Sportler             |
| ----- | ---- | -------------------- |
| 1     | ROU  | Mihai Covaliu        |
| 2     | RUS  | Stanislaw Posdnjakow |
| 3     | UKR  | Oleh Schturbabin     |
|       | RUS  | Alexei Jakimenko     |
| 5     | RLR  | Dsmitryj Lapkes      |
| 6     | ITA  | Aldo Montano         |
| 7     | HUN  | Zsolt Nemcsik        |
| 8     | GER  | Nicolas Limbach      |

### Säbel, Mannschaft
| Platz | Land | Sportler                                                                  |
| ----- | ---- | ------------------------------------------------------------------------- |
| 1     | RUS  | Alexei Djatschenko, Alexei Frossin Stanislaw Posdnjakow, Alexei Jakimenko |
| 2     | ITA  | Andrea Aquili, Aldo Montano Giampiero Pastore, Luigi Tarantino            |
| 3     | FRA  | Julien Pillet, Vincent Anstett Nicolas Lopez, Boris Sanson                |

## Damen

### Florett, Einzel
| Platz | Land | Sportlerin         |
| ----- | ---- | ------------------ |
| 1     | ITA  | Valentina Vezzali  |
| 2     | GER  | Anja Müller        |
| 3     | FRA  | Adeline Wuillème   |
|       | HUN  | Edina Knapek       |
| 5     | ITA  | Elisa Di Francisca |
| 6     | KOR  | Nam Hyun-hee       |
| 7     | CHN  | Huang Jialing      |
| 8     | CHN  | Zhang Lei          |

### Florett, Mannschaft
| Platz | Land | Sportlerinnen                                                       |
| ----- | ---- | ------------------------------------------------------------------- |
| 1     | KOR  | Jung Gil-ok, Seo Mi-jung Nam Hyun-hee, Lee Hye-sun                  |
| 2     | ROU  | Andreea Andrei, Cristina Ghiță Roxana Scarlat, Cristina Stahl       |
| 3     | FRA  | Adeline Wuillème, Céline Seigneur Astrid Guyart, Corinne Maîtrejean |

### Degen, Einzel
| Platz | Land | Sportlerin         |
| ----- | ---- | ------------------ |
| 1     | POL  | Danuta Dmowska     |
| 2     | EST  | Maarika Võsu       |
| 3     | FRA  | Laura Flessel      |
|       | CAN  | Sherraine Mackay   |
| 5     | ITA  | Cristiana Cascioli |
| 6     | ROU  | Ana Maria Brânză   |
| 7     | NED  | Sonja Tol          |
| 8     | HUN  | Adrienn Hormay     |

### Degen, Mannschaft
| Platz | Land | Sportlerinnen                                                       |
| ----- | ---- | ------------------------------------------------------------------- |
| 1     | FRA  | Laura Flessel, Hajnalka Király-Picot Sarah Daninthe, Maureen Nisima |
| 2     | HUN  | Hajnalka Tóth, Adrienn Hormay Julia Revesz, Emese Szász             |
| 3     | GER  | Imke Duplitzer, Britta Heidemann Monika Sozanska, Claudia Bokel     |

### Säbel, Einzel
| Platz | Land | Sportlerin           |
| ----- | ---- | -------------------- |
| 1     | FRA  | Anne-Lise Touya      |
| 2     | RUS  | Sofja Welikaja       |
| 3     | ITA  | Alessandra Lucchino  |
|       | ITA  | Ilaria Bianco        |
| 5     | USA  | Sada Jacobson        |
| 6     | RUS  | Swetlana Kormilizyna |
| 7     | USA  | Rebecca Ward         |
| 8     | ROU  | Andreea Pelei        |

### Säbel, Mannschaft
| Platz | Land | Sportlerinnen                                                                 |
| ----- | ---- | ----------------------------------------------------------------------------- |
| 1     | USA  | Sada Jacobson, Caitlin Thompson Rebecca Ward, Mariel Zagunis                  |
| 2     | RUS  | Jekaterina Fedorkina, Swetlana Kormilizyna Jelena Netschajewa, Sofja Welikaja |
| 3     | HUN  | Edina Csaba, Orsolya Nagy Gabriella Sznopek, Dora Varga                       |